# William A. Donohue
William A. Donohue (18 de julio de 1947, Manhattan, Nueva York) es un sociólogo y activista católico estadounidense, y es el presidente de la Liga Católica por los Derechos Religiosos y Civiles desde 1993. Donohue es conocido por sus declaraciones sobre temas que la Liga Católica considera como difamaciones contra los derechos civiles de los católicos y de los cristianos en general.

## Biografía
William A. Donohue comenzó su carrera como educador en la década de 1970 trabajando para el colegio St. Lucy's School en Harlem Español. En 1977 trabajó como profesor en La Roche College en McCandless, Pensilvania. 	 
En 1980 recibió un doctorado en sociología por la Universidad de Nueva York (NYU). Su primer libro se tituló The Politics of the American Civil Liberties Union, y se asoció a la fundación Heritage Foundation, donde continuó participando como académico adjunto. Su libro sobre la ACLU lo convirtió en uno de los principales críticos del grupo.
Mientras estaba en la facultad en Nueva York, Virgil C. Blum, jesuita de la Universidad Marquette en Milwaukee, Wisconsin, fundó la Liga Católica para contrarrestar el anticatolicismo en la cultura estadounidense. Blum falleció en 1990. En 1993, el Dr. Donohue fue nombrado el director de la organización. Bajo su dirección, la organización ha ganado preponderancia.